# The Atrocity Exhibition... Exhibit A
The Atrocity Exhibition... Exhibit A osmi je studijski album thrash metal sastava Exodus. Diskografska kuća Nuclear Blast objavila ga je 23. listopada 2007. u Sjevernoj Americi i 8. studenoga 2007. u Europi. Drugi je album skupine na kojem se nalaze pjevač Rob Dukes i gitarist Lee Altus, ali i drugi album na kojem se vratio izvorni Exodusov bubnjar Tom Hunting; Hunting je prethodno posljednji put svirao s grupom na njezinu albumu Tempo of the Damned iz 2004.

## Pozadina
U ožujku 2007. bubnjar Tom Hunting vratio se u skupinu nakon što je riješio privatne probleme zbog kojih ju je na neko vrijeme napustio. Na prethodnom ga je albumu Shovel Headed Kill Machine zamijenio Paul Bostaph. Gitarist Gary Holt skladao je sve pjesme i napisao sve tekstove za njih; iznimka je pjesma "Children of a Worthless God", čiju je glazbu uglavnom skladao Lee Altus, a tekst je napisao pjevač Rob Dukes.
Snimanje albuma počelo je 10. lipnja 2007. u studiju Sharkbite Studios u Oaklandu. Tijekom rada na albumu snimljeno je devet pjesama koje su se na kraju pojavile na albumu, ali je skupina odlučila snimiti još njih četiri za idući studijski album; članovi sastava u početku su taj album namjeravali snimiti i objaviti 2008., no na kraju je snimanje počelo u prosincu 2009. 
Andy Sneap producent je albuma i miksao ga je u Backstage Studiosu u Derbyju.
U rujnu 2007. snimljen je spot za pjesmu "Riot Act", koji je režirao Jon Schnepp. Od 15. do 19. listopada 2007. cijeli se album mogao preslušati na službenoj stranici sastava na MySpaceu.

## Tekstovi
Tekstovi na albumu kritiziraju organiziranu religiju, koju je Holt u intervjuu nazvao "otrovom". "Riot Act" govori o revoluciji i anarhiji, "Funeral Hymn" o smaku svijeta, a "Children of a Worthless God" posvećena je kritici islamskog fundamentalizma. "As it Was, As it Soon Shall Be" govori o Ratu u Iraku. Naslovna pjesma i "Iconoclasm" govore o kršćanstvu kao o načinu kontrole nad ljudima.

## Naslov
Album nosi isto ime kao i peti album koji je losanđeleski thrash metal sastav Dark Angel namjeravao objaviti 1992. Gitarist Gary Holt izjavio je da se u naslovu nalazi "Exhibit A" jer je skupina namjeravala brzo objaviti album čiji će dio naslova biti Exhibit B premda taj album nije objavljen do 2010.

## Popis pjesama
Tekstovi: Gary Holt, osim za "Children of a Worthless God", čiji je tekst napisao Rob Dukes, glazba: Holt, osim na pjesmi "Children of a Worthless God", koju je skladao s Leejem Altusom.
| 1.    | »Call to Arms« (instrumentalna skladba) | 1:33  |
| 2.    | »Riot Act«                              | 3:37  |
| 3.    | »Funeral Hymn«                          | 8:38  |
| 4.    | »Children of a Worthless God«           | 8:24  |
| 5.    | »As It Was, as It Soon Shall Be«        | 5:16  |
| 6.    | »The Atrocity Exhibition«               | 10:33 |
| 7.    | »Iconoclasm«                            | 7:54  |
| 8.    | »The Garden of Bleeding«                | 5:49  |
| 9.    | »Bedlam 1-2-3«                          | 19:51 |
| 71:35 |                                         |       |

## Recenzije i komercijalni uspjeh
Njemački časopis Rock Hard izabrao je The Atrocity Exhibition... Exhibit A za "album mjeseca"; urednik Frank Albrecht dodijelio mu je devet od devet bodova i pohvalio ga je kao "album koji thrash metalu ulijeva novu energiju". Dodao je da ga "svi bolesno zaljubljeni u thrash i ostali slušatelji koji vole tešku, brzu glazbu sa stilom trebaju kupiti". Eduardo Rivadavia s mrežnog mjesta AllMusic dodijelio mu je tri i pol zvjezdice od njih pet i izjavio da je "The Atrocity Exhibition jedan od Exodusovih najprodornijih i najzanimljivijih albuma".
Album se pojavio na 74. mjestu njemačke glazbene ljestvice. U prvom je tjednu objave u Sjedinjenim Državama prodano 3600, a do studenoga 2008. 22 000 primjeraka.

## Zasluge
| Exodus - Tom Hunting – bubnjevi - Gary Holt – gitara - Rob Dukes – vokali - Lee Altus – gitara - Jack Gibson – bas-gitara | Ostalo osoblje - Andy Sneap – produkcija, tonska obrada, miksanje - Raymond Anthony – dodatna tonska obrada (gitare) - Adam Myatt – pomoć pri tonskoj obradi - Kieran Panesar – pomoć pri miksanju - Seth Siro Anton – ilustracije - Karyn Crisis – fotografija |